# Rutherford (Nova Jersey)
Rutherford és una població dels Estats Units a l'estat de Nova Jersey. Segons el cens del 2007 tenia 17.620 habitants.

## Demografia
Segons el cens del 2000, Rutherford tenia 18.110 habitants, 7.055 habitatges, i 4.670 famílies. La densitat de població era de 2.488,4 habitants/km².
Dels 7.055 habitatges en un 28,8% hi vivien nens de menys de 18 anys, en un 53,5% hi vivien parelles casades, en un 9,2% dones solteres, i en un 33,8% no eren unitats familiars. En el 28,3% dels habitatges hi vivien persones soles el 10,7% de les quals corresponia a persones de 65 anys o més que vivien soles. El nombre mitjà de persones vivint en cada habitatge era de 2,52 i el nombre mitjà de persones que vivien en cada família era de 3,16.
Per edats la població es repartia de la següent manera: un 20,8% tenia menys de 18 anys, un 7,4% entre 18 i 24, un 32,6% entre 25 i 44, un 24,6% de 45 a 60 i un 14,6% 65 anys o més.
L'edat mediana era de 39 anys. Per cada 100 dones de 18 o més anys hi havia 90,3 homes.
La renda mediana per habitatge era de 63.820 $ i la renda mediana per família de 78.120 $. Els homes tenien una renda mediana de 51.376 $ mentre que les dones 39.950 $. La renda per capita de la població era de 30.495 $. Aproximadament el 2,3% de les famílies i el 3,7% de la població estaven per davall del llindar de pobresa.

## Fills il·lustres
- William Carlos Williams (1883 - 1963) poeta

## Poblacions properes
El següent diagrama mostra les poblacions més properes.